# Vahan Mamikonian
Cet article concerne Vahan l'Apostat. Pour le chef de famille Mamikonian du Ve siècle, voir Vahan Ier Mamikonian.
Vahan Mamikonian dit l'Apostat est un seigneur arménien de la famille Mamikonian du IVe siècle, assassiné entre 374 et 378.

## Biographie
Selon Christian Settipani, il est fils de Hamazasp Mamikonian, lui-même fils d'Artavazd Ier Mamikonian. Pour Cyrille Toumanoff, c'est un fils d'Artavasde II. Dans les deux cas, il est frère cadet du sparapet Vasak et de Vardan Mamikonian.
Son frère Vasak soutenait l'alliance avec les Romains quand Vardan prônait l'alliance perse. Quand le roi Arsace II fit assassiner Vardan, Vahan rejoignit la cour du roi sassanide Shapur II, abandonna le christianisme pour se convertir au mazdéisme et épousa une sœur du roi. Après la mort de son frère Vasak, supplicié en 365 par le roi Shapur II, ce dernier envahit l'Arménie la ravage et la pille et ne la quitte qu'en laissant des garnisons perses dans les principales villes. Vahan Mamikonian et Meroujan Arçrouni, acquis à sa cause, entreprennent d'imposer de force le mazdéisme et Vahan n'hésite pas à exécuter sa sœur Hamazaspouhi, mariée à Garégin Rechtouni, qui refusait d'apostasier. Il saccage ensuite la ville de Van et en déporte les populations chrétienne et juive. Il commit tant d'excès et suscita une telle haine qu'il fut assassiné par son fils Šmouel Mamikonian.

## Postérité
Il épousa Hormizdoukt, fille de Shapur II, qui donna naissance à un fils, Šmouel le Parricide,.